# 失敗
| ウィキペディアには「失敗」という見出しの百科事典記事はありません（タイトルに「失敗」を含むページの一覧/「失敗」で始まるページの一覧）。 代わりにウィクショナリーのページ「失敗」が役に立つかもしれません。 |